# Evald Palmlund
Axel Evald Palmlund, född 1 juli 1922 i Malmö, död 22 september 2008 i Lund, var en svensk litteraturvetare och -kritiker. 
Palmlund, som var son till lokföraren Axel Palmlund och Eva Johnsson, blev filosofie magister i Lund 1948, filosofie licentiat 1957 och filosofie doktor 1981. Han blev lärare vid Lunds privata elementarskola 1948, lektor på försöksgymnasiet vid folkskoleseminariet i Lund 1958, lektor i svenska  på övningsgymnasiet vid lärarhögskolan i Malmö (Heleneholmsskolan) 1963 samt var lektor i högstadiets metodik vid lärarhögskolan i Malmö från 1965 och gymnasieinspektör från 1967. Han var litteraturkritiker i Arbetet 1947–1957 och i Kvällsposten från 1957.
Under studentåren framträdde Palmlund som försvarare av modernismens litteratur och han var en central gestalt för de unga poeterna i Litterära studentklubben. Hans forskning var främst inriktad på Erik Lindorm. Han skrev Stadier (dikter, 1949), Version och andra texter (prosalyrik, 1954), Väderhatt och väderflöjel. Erik Lindorm och tidningarna 1905–1924 (akademisk avhandling, 1981) och Erik Lindorm: ett författarliv (1996) samt läroböcker i svenska.
Evald Palmlund är begravd på Norra kyrkogården i Lund.